# Xian autonome yugur de Sunan
Pour les articles homonymes, voir Sunan.
Le xian autonome yugur de Sunan (肃南裕固族自治县 ; pinyin : Sùnán yùgùzú Zìzhìxiàn) est un district administratif de la province du Gansu en Chine. Il est placé sous la juridiction de la ville-préfecture de Zhangye.

## Histoire
Le 20 février 1954, les régions du Jiuquan (酒泉), Gaotai (高台) et Zhangye (张掖) ont fusionné pour créer un district autonome et, en octobre 1955, un xian autonome.

## Démographie
La population du district était de 35 869 habitants en 1999.
| Répartition par groupe de minorités nationales chinoises | Répartition par groupe de minorités nationales chinoises | Répartition par groupe de minorités nationales chinoises | Répartition par groupe de minorités nationales chinoises | Répartition par groupe de minorités nationales chinoises | Répartition par groupe de minorités nationales chinoises | Répartition par groupe de minorités nationales chinoises | Répartition par groupe de minorités nationales chinoises |
| Total                                                    | Yugur                                                    | Han                                                      | Zang                                                     | Hui                                                      | Monguor                                                  | Mongol                                                   |                                                          |
| -------------------------------------------------------- | -------------------------------------------------------- | -------------------------------------------------------- | -------------------------------------------------------- | -------------------------------------------------------- | -------------------------------------------------------- | -------------------------------------------------------- | -------------------------------------------------------- |
| 35500                                                    | 8825                                                     | 16976                                                    | 8393                                                     | 614                                                      | 356                                                      | 316                                                      |                                                          |

## Tourisme
- Grottes-temples de Matisi

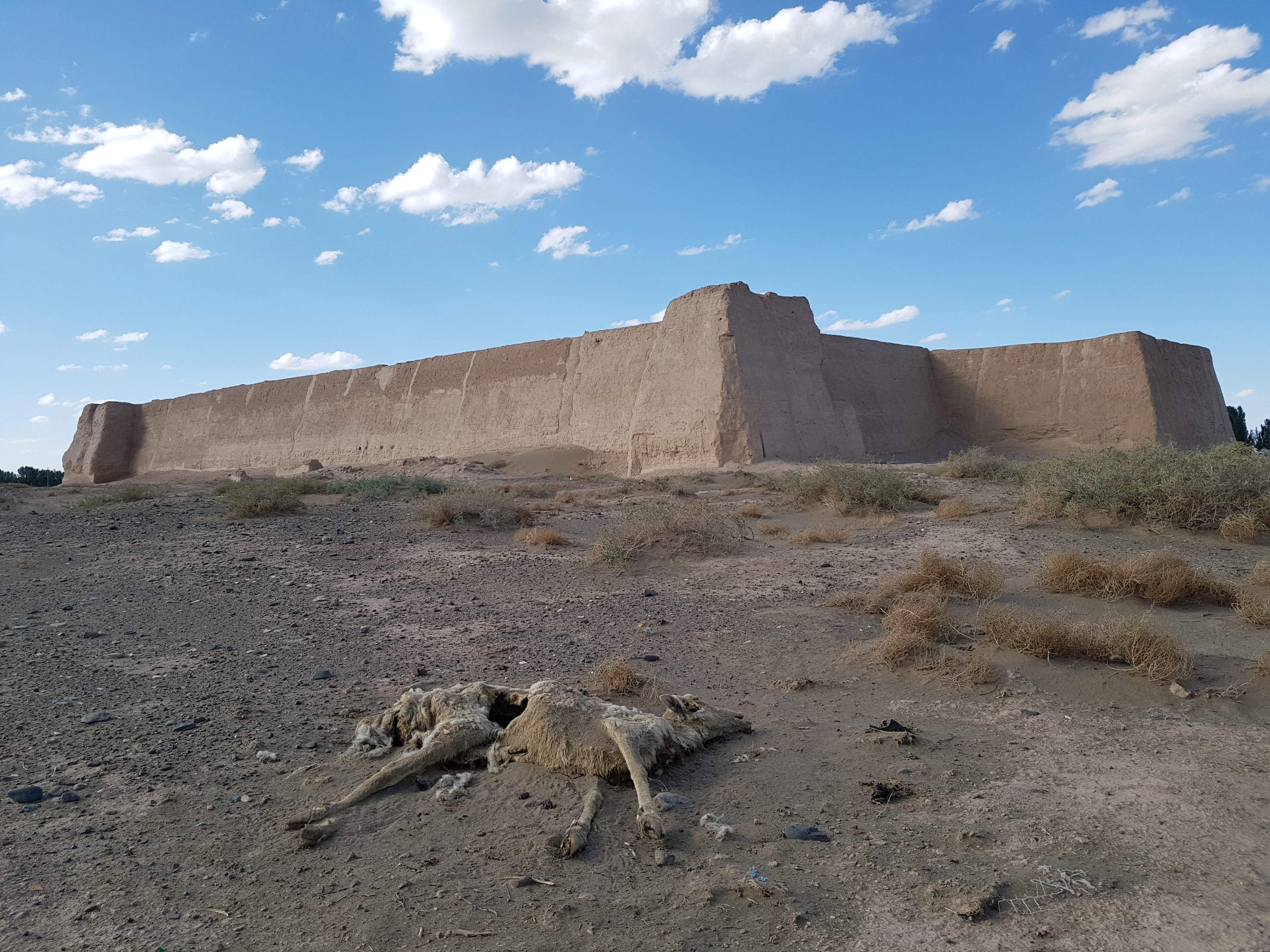
Ville ancienne de Xusanwan
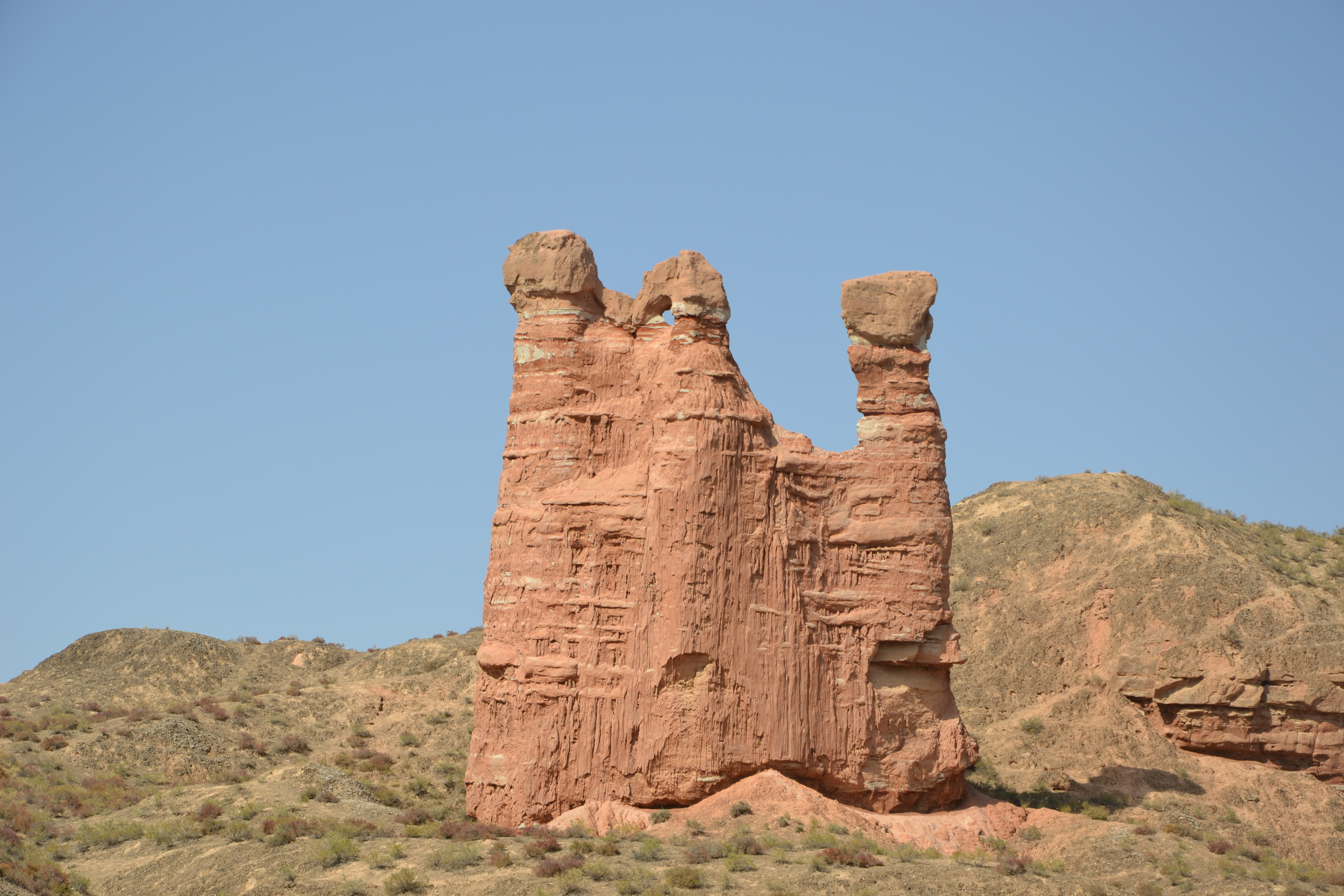
Formations géologiques du parc national de Zhangye
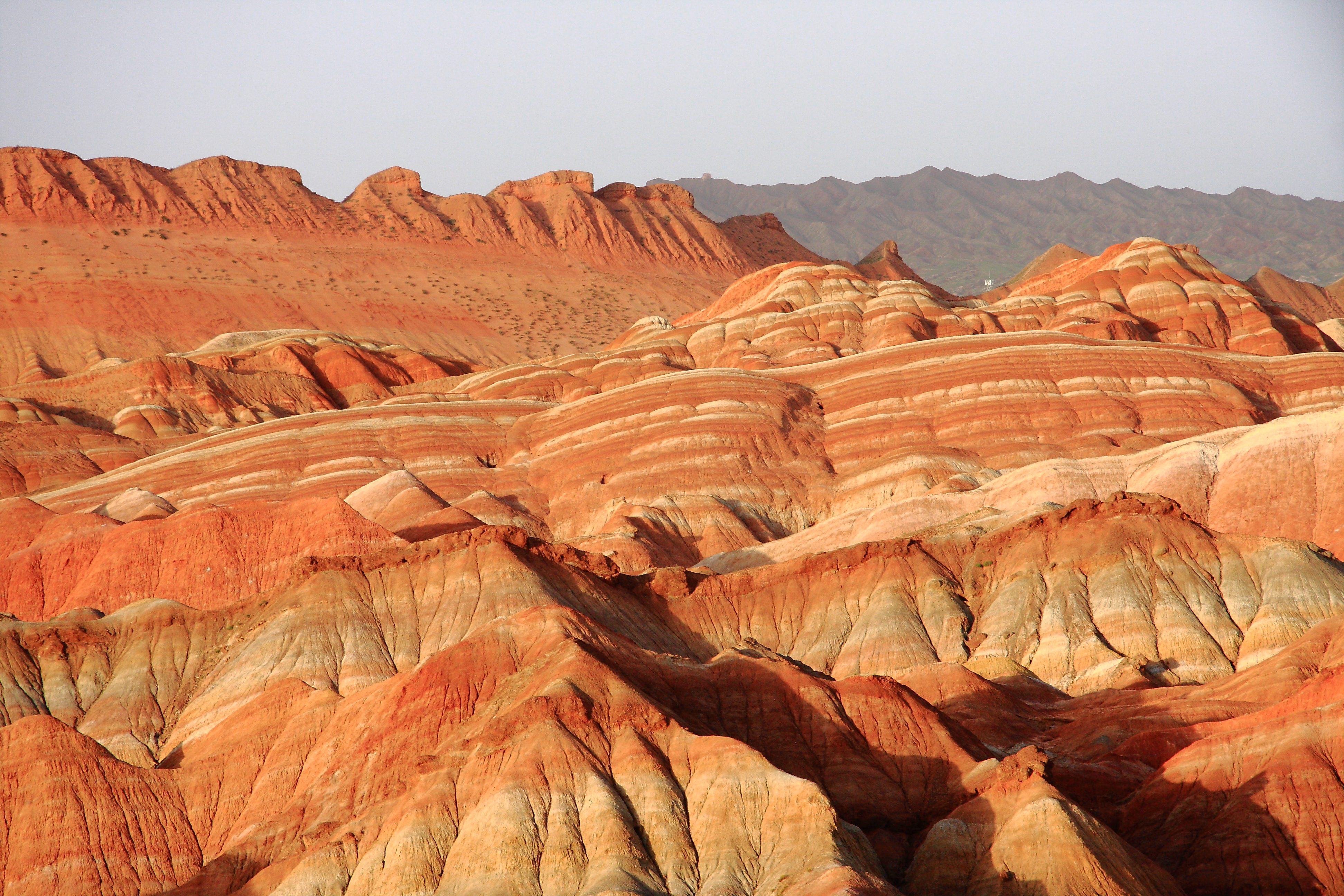
Formation géologiques du parc national de Zhangye
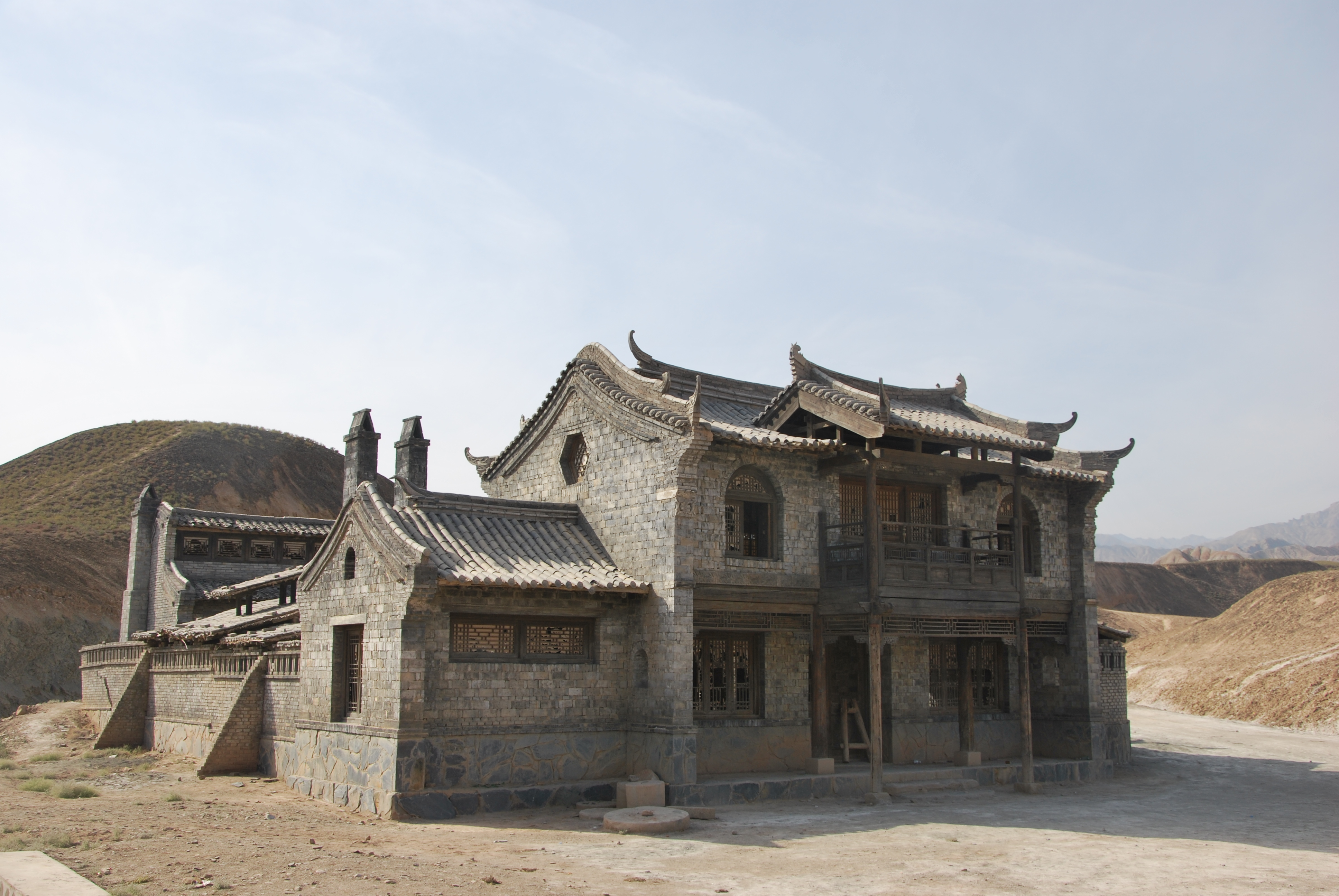
Parc national de Zhangye